# Patinatge artístic als Jocs Olímpics d'hivern de 1960
Als Jocs Olímpics d'Hivern de 1960 celebrats a la ciutat de Squaw Valley (Estats Units) es disputaren tres proves de patinatge artístic sobre gel, una en categoria masculina, una altra en categoria femenina i una tercera en categoria mixta per parelles.
Les proves es disputaren entre els dies 19 de febrer i 26 de febrer de 1960 a les instal·lacions del Blyth Arena. Hi participaren un total de 71 patindors, entre ells 32 homes i 39 dones, de 14 comitès nacionals diferents.

## Resum de medalles

### Categoria masculina
| Prova              | Or            | Argent      | Bronze         |
| Individual Detalls | David Jenkins | Karol Divin | Donald Jackson |

### Categoria femenina
| Prova              | Or          | Argent           | Bronze        |
| Individual Detalls | Carol Heiss | Sjoukje Dijkstra | Barbara Roles |

### Categoria mixta
| Prova            | Or                                  | Argent                                      | Bronze                                          |
| Parelles Detalls | Canadà Barbara Wagner · Robert Paul | AlemanyaMarika Kilius · Hans-Jürgen Bäumler | Estats Units Nancy Ludington · Ronald Ludington |

## Medaller
| Posició | País           | Or | Argent | Bronze | Total |
| 1       | Estats Units   | 2  | 0      | 2      | 4     |
| 2       | Canadà         | 1  | 0      | 1      | 2     |
| 3       | Alemanya       | 0  | 1      | 0      | 1     |
| 3       | Països Baixos  | 0  | 1      | 0      | 1     |
| 3       | Txecoslovàquia | 0  | 1      | 0      | 1     |
|         |                |    |        |        |       |
| Total   | Total          | 3  | 3      | 3      | 9     |